# Port de plaisance La Rochelle
Le port de plaisance de La Rochelle a été créé en 1972. Il se retrouve dans le top 3 des ports de plaisance du monde. Il est aussi le plus grand d'Europe avec ses 5 157 places réparties sur une surface de 70 hectares. Il génère près de 2000 emplois directs et indirects sur un plateau nautique regroupant 230 entreprises. À la différence d'une gestion en marina, toutes les places sont gérées en location annuelle ou en location pour les visiteurs en escale.
La compétence de gestion de la régie du port de plaisance relève de la Ville de La Rochelle.
Son bassin de navigation est très bien protégé par les îles d'Aix, Oléron et l'île de Ré : idéal pour les compétitions de glisse et de voile, il offre pour les plaisanciers de multiples ports de charme pour des escales (Saint Denis d'Oléron, Boyardville, Saint Martin de Ré, La Flotte, notamment).

## Composition
Situé sur la façade Atlantique, le port de plaisance de La Rochelle est composé de 3 sites, proches du cœur de la ville :
- Le Vieux-Port de La Rochelle, avec 3 bassins :
  - le Havre d'Échouage, gardé par les célèbres tours de La Rochelle : la tour de la Chaîne et la tour Saint-Nicolas. Ce bassin de 115 places propose également 40 places visiteurs (tirant d'eau 1 m),
  - le Bassin des Yachts (ou bassin à Flot) d'une capacité de 90 places,
  - le Bassin des Chalutiers  proposant  100 places environ, (tirant d'eau max 5m), lieu privilégié pour les escales de grands navires. Ce bassin abrite la flottille de bateaux traditionnels et les trois navires principaux du Musée Maritime de La Rochelle.

Le port des Minimes, avec 4 bassins (Lazaret, Marillac, Bout-Blanc et Tamaris)
- - Plus de 4 600 places d'amarrage réparties sur 64 appontements dont près de 300 pour les visiteurs sur 6 pontons dédiés (places essentiellement individuelles, sur catways),
  - zone artisanale à terre avec manutention (jusqu'à 150 t),
  - zone de stationnement à terre pour les monotypes de sport,
  - 3 cales de mise à l'eau permettant un usage facile pour tous les bateaux transportables, les associations nautiques ainsi que pour les compétitions de voile légère de niveau mondial.
- Port Neuf :
  - zone à flot avec 65 bateaux amarrés sur bouées,
  - zone à terre avec un stockage pour 65 places,

## Activités
Escale touristique, le port de La Rochelle est également une escale technique avec un réseau local de 230 entreprises professionnelles de la filière nautique.
Le port accueille tous les ans plus de 100 manifestations nautiques parmi lesquelles le Grand Pavois, plus grand salon nautique à flot de France après le Nautic de Paris.
Sur le plan sportif, de nombreuses régates, dont certaines de niveau mondial, animent toute l'année le plan d'eau remarquable du pertuis d'Antioche, bien protégé par les îles d'Oléron et de Ré.

## Extension

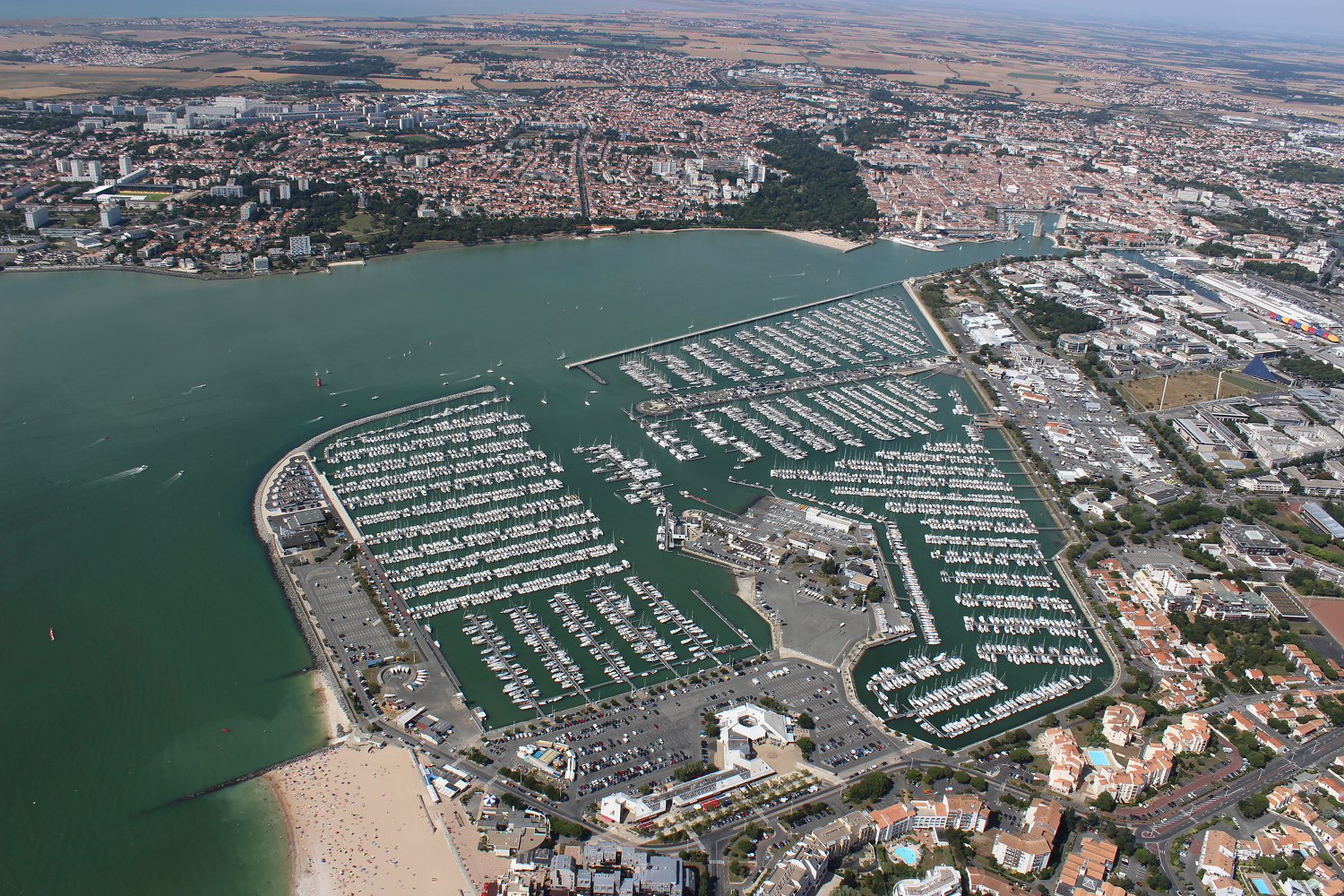
Vue aérienne du port de plaisance de La Rochelle - 2017

L'inauguration de la dernière grande extension a eu lieu le 25 octobre 2014. Avec 1000 places supplémentaires, cet événement a donné lieu à une grande fête locale, ponctuée par une parade nautique. Les travaux ont permis de réduire le temps d'attente pour obtenir une place en location et ont permis de proposer des prestations plus conformes aux attentes des plaisanciers.

## Politique environnementale

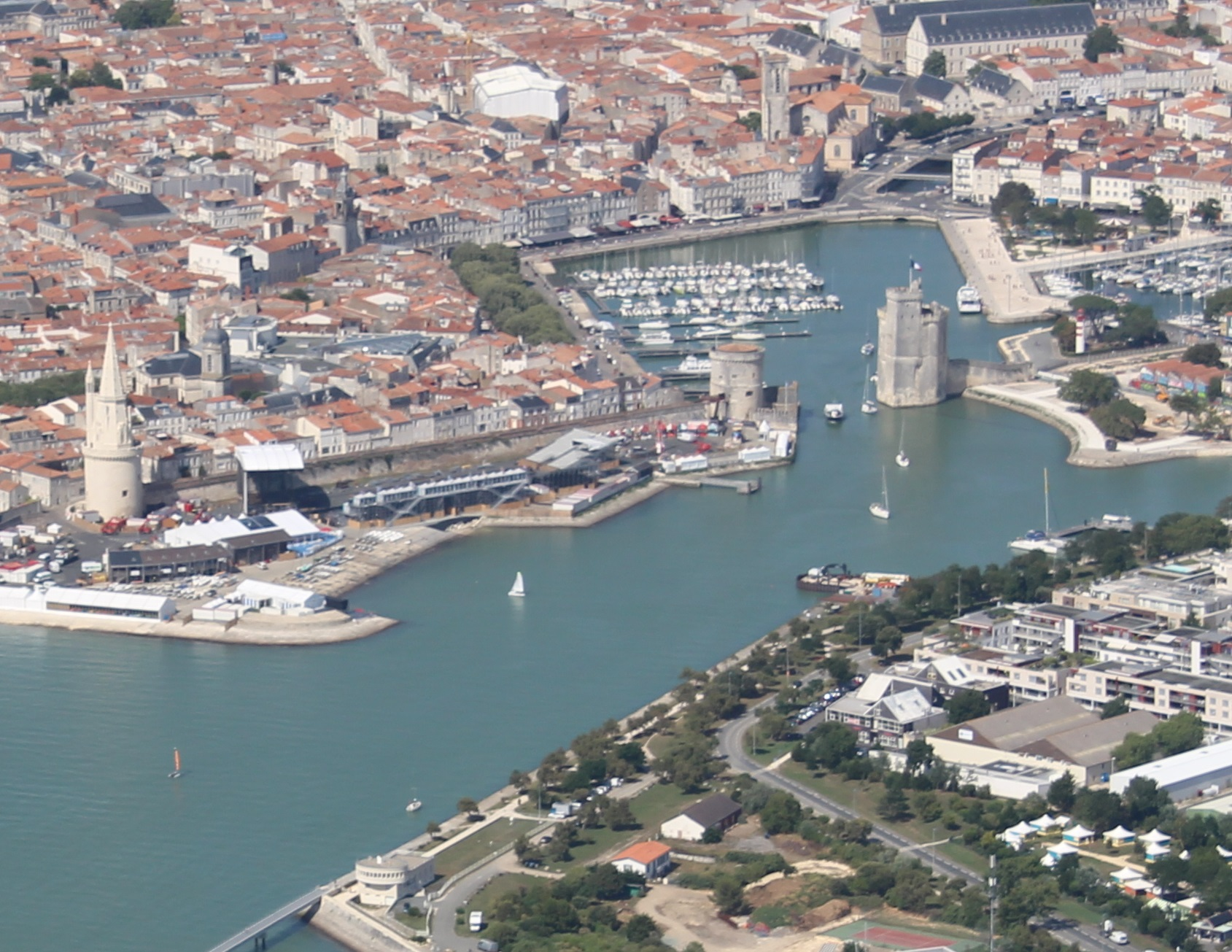
vue aérienne du Vieux Port de La Rochelle (Havre d'Échouage) - 2017

Après avoir été lauréat du Pavillon Bleu depuis sa création en 1985, le port est certifié depuis 2006 par la norme internationale ISO 14001 pour son système de management environnemental. Il s'est également vu accordé le label OHSAS18001 pour sa politique de sécurité et de prévention des risques professionnels.
En 2019, la direction du port s'est orientée vers la certification "Ports Propres", plus conforme à son domaine d'activité. L'action environnementale du port de La Rochelle reste exemplaire et constitue un axe essentiel de son mode de fonctionnement avec une volonté d'amélioration continue.

## Galerie

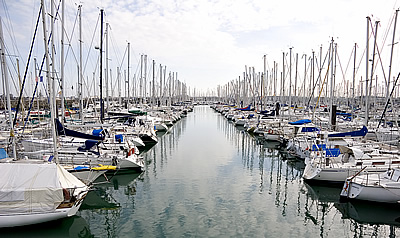
Le bassin
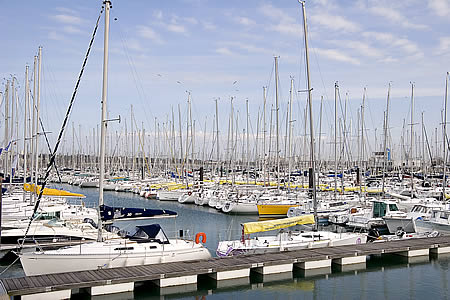
Le bassin
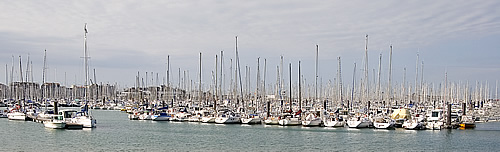
Le bassin
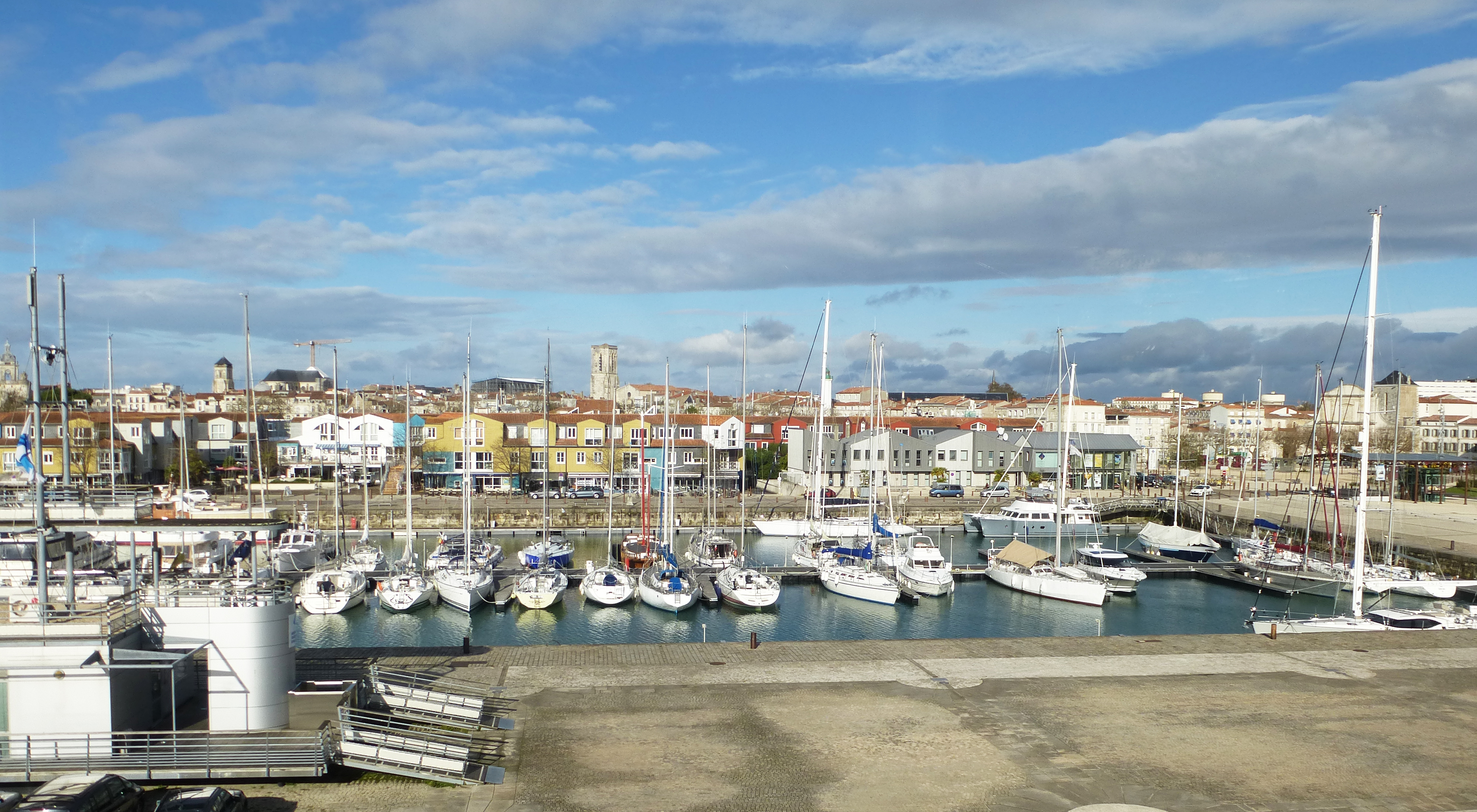
Bassin des Chalutiers - vue du parvis Éric Tabarly - 2018
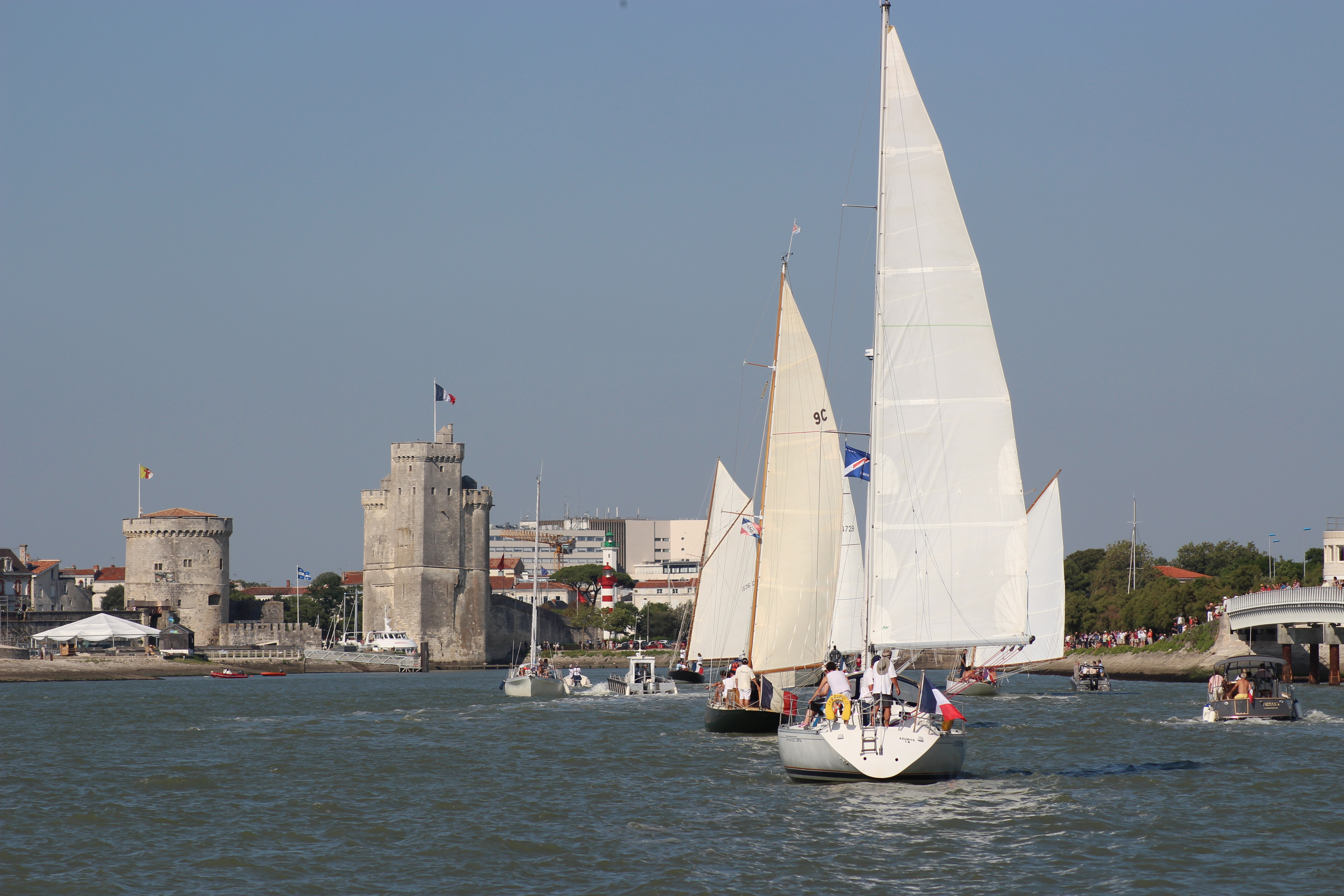
voiliers dans le chenal d'accès au Vieux-Port de La Rochelle